# Teatro Cívico (Alguer)
El Teatro Cívico de Alguer (en italiano: Teatro Civico di Alghero) es un centro cultural situado en el corazón de la ciudad histórica de Alguer, (Cerdeña, Italia), concretamente  en la Plaza del Teatro (piazza del Teatro), también conocida como la piazza del Vescovo (o Plaza del Obispo), ya que en esta plaza se encuentra la diócesis obispal de Alghero-Bosa.
La fachada es de estilo neoclásico con unas 6 pilastras rematadas con capiteles jónicos. La fachada se mantuvo sin yeso a pesar de estar previsto en el proyecto, para lo cual hubo disputas entre el desarrollador y contratación de gestión en el momento de la realización. La estructura teatral tiene cerca de 400 plazas distribuidas entre el espacio de butacas, tres filas de palcos y una galería.